# Toui du Mexique
Forpus cyanopygius
Espèce
Statut de conservation UICN

 NT  : Quasi menacé
Statut CITES
Le Touï du Mexique (Forpus cyanopygius) est une espèce d'oiseaux de la famille des Psittacidae.

## Sous-espèces
- F. c. cyanopygius — versant pacifique de l'Ouest du Mexique ;
- F. c. insularis — îles Tres Marías.